# John Hine (Bischof, 1938)
John Franklin Meldon Hine (* 26. Juli 1938 in Tunbridge Wells, Vereinigtes Königreich; † 16. November 2024 in Staplehurst, Kent) war ein britischer Geistlicher und römisch-katholischer Weihbischof in Southwark.

## Leben
John Hine empfing am 28. Oktober 1962 das Sakrament der Priesterweihe.
Am 26. Januar 2001 ernannte ihn Papst Johannes Paul II. zum Titularbischof von Beverlacum und bestellte ihn zum Weihbischof in Southwark. Der Erzbischof von Southwark, Michael George Bowen, spendete ihm am 27. Februar desselben Jahres die Bischofsweihe; Mitkonsekratoren waren der Bischof von Plymouth, Hugh Christopher Budd, und der Bischof von Portsmouth, Crispian Hollis.
Papst Franziskus nahm am 7. Mai 2016 seinen altersbedingten Rücktritt an.
John Hine starb im Alter von 86 Jahren im Abbotsleigh Care Home in Staplehurst.